# Leila Silva
Inezilda Nonato da Silva (Manaus, 7 de junho de 1935), mais conhecida como Leila Silva, é uma cantora brasileira.
Ficou famosa na década de 1960 e com a música "Não Sabemos" do LP Perdão para Dois, rendendo a ela a conquista dos prêmios mais importantes da época. Sucesso no rádio e na televisão, se apresentou em quase todos os programas.
Sua voz chamou a atenção da crítica e do público e seu talento alcançou outros países, como Itália, França e Japão.
Atualmente residindo em Santos, São Paulo, continua na ativa se apresentando por todo o Brasil.